# خورخي مارتينيز
خورخي أندرياس مارتينيز باريوس (بالإسبانية: Jorge Andrés Martínez Barrios) الشهير باسم خورخي مارتينيز (مواليد 5 أبريل 1983 في مونتيفيديو - الأوروغواي) لاعب كرة قدم أوروغواياني يلعب حاليا لصالح نادي الدرجة الأولى يوفنتوس الإيطالي منذ 2010 في مركز الوسط .

## روابط خارجية
- خورخي مارتينيز على موقع الاتحاد الدولي (مؤرشف)  (الإنجليزية)
- خورخي مارتينيز على موقع إي إس بي إن إف سي (الإنجليزية)
- خورخي مارتينيز على موقع قاعدة بيانات كرة القدم.إي يو (الإنجليزية)
- خورخي مارتينيز على موقع ناشيونال فوتبول تيمز (الإنجليزية)
- خورخي مارتينيز على موقع Soccerway.com (الإنجليزية)
- خورخي مارتينيز على موقع عالم كرة القدم.نت (الإنجليزية)
- خورخي مارتينيز على موقع AS.com (الإسبانية)